# Laure Lekane
Laure Lekane (nascida em 5 de novembro de 1989) é uma trabalhadora e política da Bélgica. Ela atua no Parlamento da Valónia, no Parlamento da Comunidade Francesa e no Senado da Bélgica como membro do Partido dos Trabalhadores da Bélgica.

## Biografia
Lekane estudou serviço social na Haute École de la Province de Liège e trabalhou como assistente social para uma empresa em Hauts-Sarts. Lekane juntou-se ao Partido dos Trabalhadores da Bélgica no final dos anos 2000 e desde 2017 é líder do partido local em Oupeye.
Nas eleições locais de 2018, Lekane foi eleita para o conselho comunal de Oupeye.
Em 17 de março de 2020, Lekane, juntamente com outros membros do Partido dos Trabalhadores, recusou-se a votar num projeto de lei proposto pelo Primeiro-Ministro Wallon, Elio Di Rupo, que lhe daria poderes especiais para ajudar a combater a pandemia COVID-19 na Bélgica, dizendo que não era necessário que o primeiro-ministro tivesse autoridade especial.